# Unreal Championship
Unreal Championship, of "UC", is een first-person shooter computerspel uit de Unrealserie. Het spel is een coproductie tussen Epic Games en Digital Extremes. Het spel werd uitgebracht door Infogrames op 12 november 2002 voor de Xbox.
Unreal Championship is in grote lijnen een consoleversie van de Unreal Tournament series, special ontwikkeld om gebruik te maken van Xbox Live, Microsoft's online spelservice.

## Spelmodes
- Deathmatch
- Team deathmatch
- Capture the flag
- Double Domination: een mode waarin twee teams beide een bepaald gebied 10 seconden moeten bezitten om punten te scoren.
- Survival: 1 tegen 1 deathmatch met meer spelers dan normaal
- Bombing Run: unreal-stijl football waarin de spelers scoren door de bal in het doel van de tegenstander te leggen.

## Wapens
- Translocator – stelt de speler in staat om zich te verplaatsen middels de disk afgevuurd door dit wapen.
- Shield Gun – combinatei van een schild en een geweer.
- Assault Rifle – een basisgeweer geladen met granaten.
- Bio Rifle – een wapen dat bioafval schiet.
- Shock Rifle – een sterk geweer dat een blauwe schokgolf afvuurt, en als alternatieve vorm een energiebal.
- Link – schiet groene deeltjes af.
- Minigun – een machinegeweer.
- Flak Cannon – een kruising tussen een shotgun en een kanon. Vuurt metalen schervena f.
- Rocket Launcher – een wapen dat raketten afvuurt. Maximaal drie tegelijk.
- Lightning Gun – een snipergeweer dat veel schade kan toebrengen.
- T.A.G Rifle / Ion Cannon – stuurt een straal naar een satellite, die vervolgens een nucleaire aanslag pleegt.

## Veranderingen ten opzichte vanUnreal Tournament
Unreal Championship en Unreal Tournament 2003 bevatten beide een aantal extra mogelijkheden zoals:
- De Adrenaline Meter, die de speler kan opvullen via power-ups.
- Unreal Engine 2.0, die het mogelijk maakt grotere levels te verkennen.
- Class selection van verschillende soorten en groepen.
- Unieke vaardigheden voor elk personage.

## Adrenaline
Adrenaline is een belangrijk onderdeel van het spel. Het stelt de speler in staat tijdelijk zijn vaardigheden te vergroten. Hiervoor moet de adrenalinemeter worden gevuld door power-ups te verzamelen, vijanden te doden of vijandige doelen te veroveren. Er zijn vier upgrades die adrenaline kan geven:
- Berserk: vergroot de spelers snelheid en verdediging.

- Invisibility: maakt de speler deels onzichtbaar.

- Heal: geneest de speler tot volle gezondheid, en versterkt diens pantser indien er na het genezen nog adrenaline over is.

- Agility: geeft de speler de mogelijkheid sneller te4 bewegen.

## Clan activiteiten
Unreal Championship wordt vaak gezien als de basis van veel online spelclans op de Xbox Live. De CTF en Bombing Run gamemodes vereisen sterke samenwerking en communicatie tussen de spelers.

## Trivia
De X-Box versie was het eerste consolespel met een downloadbare patch.